# Naxoch
Naxoch es una localidad del municipio de Larráinzar ubicado en la región de Los Altos del estado mexicano de Chiapas. Hasta 2010 la localidad era conocida como Nashoox.

## Geografía
La localidad de Naxoch se sitúa en las coordenadas geográficas 16°52′48″N 92°44′34″O / 16.880000, -92.742778, a una elevación de 2,027 metros sobre el nivel del mar.

## Demografía
Según el Censo de Población y Vivienda 2020, efectuado por el Instituto Nacional de Estadística y Geografía, la localidad de Naxoch tiene 340 habitantes, de los cuales 185 son del sexo masculino y 155 del sexo femenino. Su tasa de fecundidad es de 3.3 hijos por mujer y tiene 53 viviendas particulares habitadas.
| Gráfica de evolución demográfica de Naxoch entre 1921 y 2020 |
|                                                              |
| INEGI.                                                       |